# Otavalo
Cet article concerne la ville d'Otavalo. Pour le peuple indigène Otavalo, voir Otavalos.
Otavalo est une ville d'Équateur située au nord de la région andine (Sierra) dans la province d'Imbabura (altitude : 2 530 mètres).
Sa population est approximativement de 41 000 habitants. 
La cité coloniale de San Luis de Otavalo a été fondée en l’an 1534 par les espagnols. Elle obtint le statut de ville en 1829 par un décret de Simón Bolívar alors président de Grande Colombie.
Otavalo est également le nom de l'un des peuples indigènes d'Équateur appartenant à la nationalité Kichwa (Quechuas) et comptant environ 65 000 membres dans la province.
Les langues usuelles sont le runasimi (quechua) et l'espagnol. Avant la conquête espagnole, les Amérindiens d'Otavalo parlaient le cara, une langue maintenant éteinte.

## Activités économiques

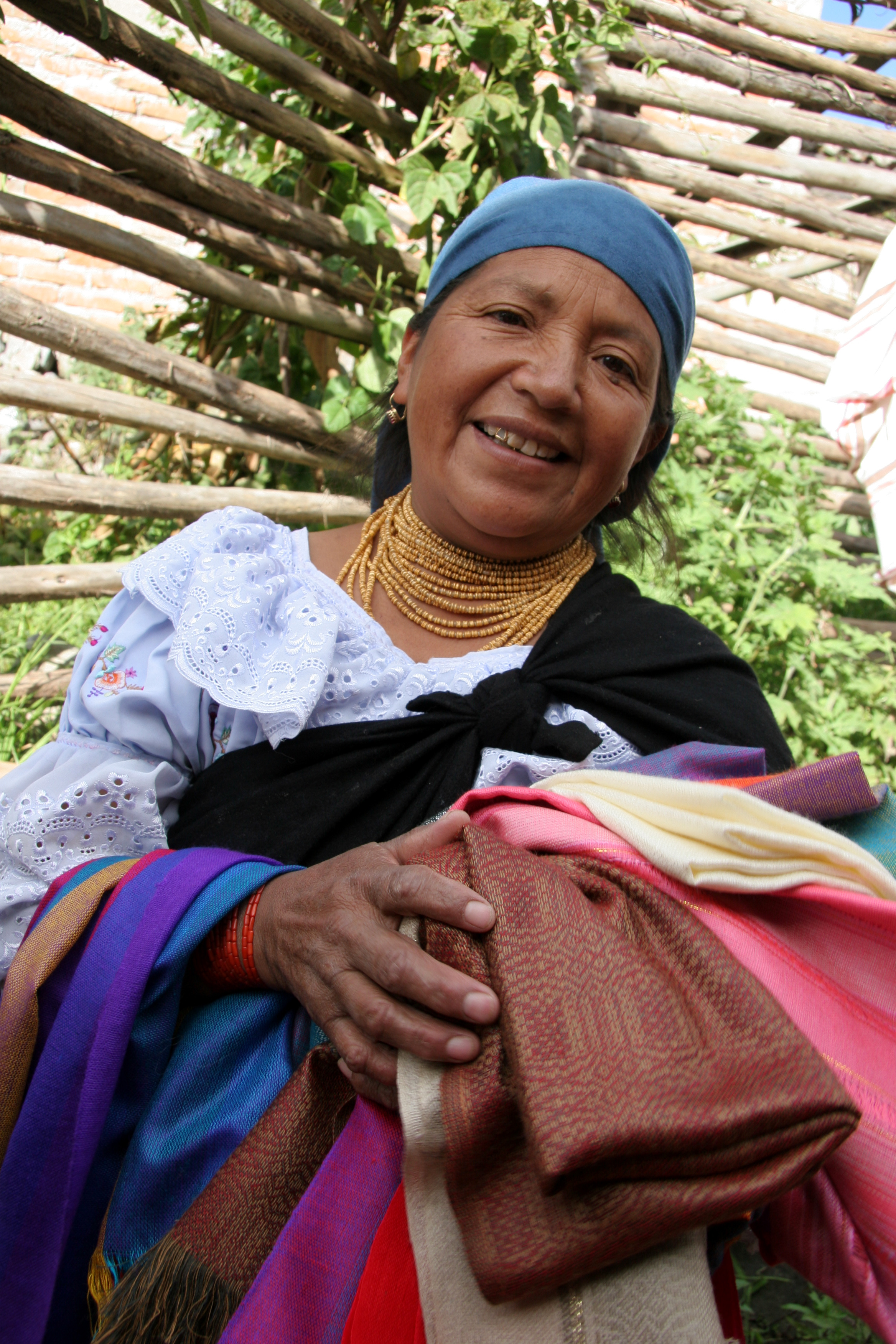
Femme indigène Otavalo en costume traditionnel portant des tissus artisanaux, 2007

L'économie des Otavalos repose sur le commerce des produits artisanaux, la musique, le tourisme et, dans une moindre proportion, l'élevage et l'agriculture. Les Otavaleños se sont consacrés au commerce national et international comme ambassadeurs authentiques de leur peuple et de l'Équateur. On les rencontre dans les différents continents. 
Le tissage est la principale production artisanale. Il existe de nombreux ateliers artisanaux, mais également depuis quelques décennies des usines modernes créées par certaines familles, ce qui a pour conséquence l'augmentation de la productivité et l'introduction de fibres synthétiques en remplacement de la laine de brebis ainsi que l'abandon des créations originales pour des modèles exécutés en série spécialement destinés au marché.

Les autres activités artisanales de la région d'Otavalo sont la broderie, la céramique, la sculpture sur bois et la vannerie.
La notoriété des artisans locaux est l'une des raisons qui fait de la ville l'un des sites touristiques les plus fréquentés du pays. Le grand marché du samedi attire la grande foule. Conjugués au charme colonial du centre ville et à la beauté des alentours, ces atouts ont permis à Otavalo d'atteindre un niveau de développement économique supérieur à celui de la plupart des autres régions d'Équateur.

## Activités culturelles
voir Otavalos
Les communautés indigènes de la région d'Otavalo ont de nombreuses traditions qui se traduisent souvent par des manifestations culturelles dans les villes en particulier au moment de l'Inti Raymi (fête du soleil) et du día de los muertos, le 2 novembre.